# Cercopithecus albogularis
Cercopithecus albogularis (Мавпа білогорла) — вид приматів з роду Мавпа (Cercopithecus) родини мавпові (Cercopithecidae).

## Систематика
C. albogularis знаходиться в роді Мавпа у групі "mitis", до якої входять також Cercopithecus mitis і Cercopithecus nictitans. В межах їхнього ареалу відрізняють численні підвиди: Cercopithecus albogularis albogularis, C. a. albotorquatus, C. a. erythrarchus, C. a. francescae, C. a. kibonotensis, C. a. kolbi, C. a. labiatus, C. a. moloneyi, C. a. monoides, C. a. phylax, C. a. schwarzi, C. a. zammaranoi. 

## Опис
Має сіре хутро, хвіст і ноги чорнуваті. Має велику білу пляму на горлі і верхній частині грудної клітки. Біле також підборіддя на відміну від темної решти обличчя. При довжині тіла від 40 до 70 сантиметрів і вагою до 9 кг, вони є одним з великих видів мавп, самці набагато більші за самиць.

## Поширення
Знайдено між Ефіопією і ПАР, у тому числі на півдні та сході Демократичної Республіки Конго. Їх місцем існування є лісиста місцевість, в основному ліс. 

## Стиль життя
Вони є денними і деревними і живуть в групах від 15 до 40 тварин. Групи складаються з одного самця, декількох самиць і їх потомства. Тварини харчуються в основному фруктами, крім того, вони також їдять листя, насіння і дрібних тварин.

## Загрози та охорона
У частинах ареалу вони стали рідкісними через полювання і руйнування середовища їх проживання.